# Heinz Stahlschmidt
Heinz Stahlschmidt, später Henri Salmide (* 13. November 1919 in Dortmund; † 23. Februar 2010 in Bordeaux), war ein deutscher Marine-Unteroffizier und Sprengstoff- und Entschärfungsspezialist, der im August 1944 die Sprengung des Hafens von Bordeaux durch Sabotage verhinderte.

## Leben
Stahlschmidt, Nachfahre vertriebener Hugenotten, erlernte so wie sein Vater Albert das Installateurgewerbe. Dessen Nachfolge wollte er antreten und sein Klempnerunternehmen übernehmen. Er meldete sich sechs Monate vor seiner Einberufung zur Kriegsmarine, um die Truppengattung frei wählen zu können – er wollte Heer und Luftwaffen vermeiden – und wurde als Spreng- und Entminungsexperte ausgebildet, um britische Seeminen zu entschärfen. Der Krieg interessierte ihn nicht. Er überlebte drei Versenkungen von Schiffen (u. a. im Jahr 1940 die des Schweren Kreuzers Blücher). Mit Verbrennungen durch Dieselöl und bleibenden Lungenschäden wurde er ins Lazarett gebracht. Er verzichtete auf eine Beförderung, die ihn sogleich wieder an die Front gebracht hätte. Auf eigenen Wunsch wurde er 1941 zum Landdienst versetzt und traf im April des gleichen Jahres in Bordeaux ein. In diesem wichtigen Stützpunkt waren ungefähr 30.000 Soldaten.
Im Sommer 1944 wurde die Situation für die Soldaten in Bordeaux prekär durch Invasionen in der Normandie und an der Côte d’Azur. Auch wurde Bordeaux von der Résistance mit rund 10.000 Mann eingekesselt. Es gab Anschläge und die U-Bootbasis wurde regelmäßig von britischen Flugzeugen bombardiert. Der Stab der 1. Armee hatte die Stadt bereits verlassen, die Infanterie (siehe: 159. Infanterie-Division (Wehrmacht)#Rückzug aus Bordeaux) sollte kampflos abziehen. Die Marine sollte „das Herz der Stadt“ zerstören: den Hafen, Auto- und Eisenbahnbrücken, 10 km lange Kais, Docks und Schiffe. Im März/April 1944 war der Sprengstoff dafür nach Bordeaux gebracht und vor allem an den Hafenkränen angebracht worden. Andere Kräfte, wie Dr. Herbold, Leiter der deutschen Militärverwaltung, bereiteten sich jedoch auf die Verteidigung der Stadt vor.

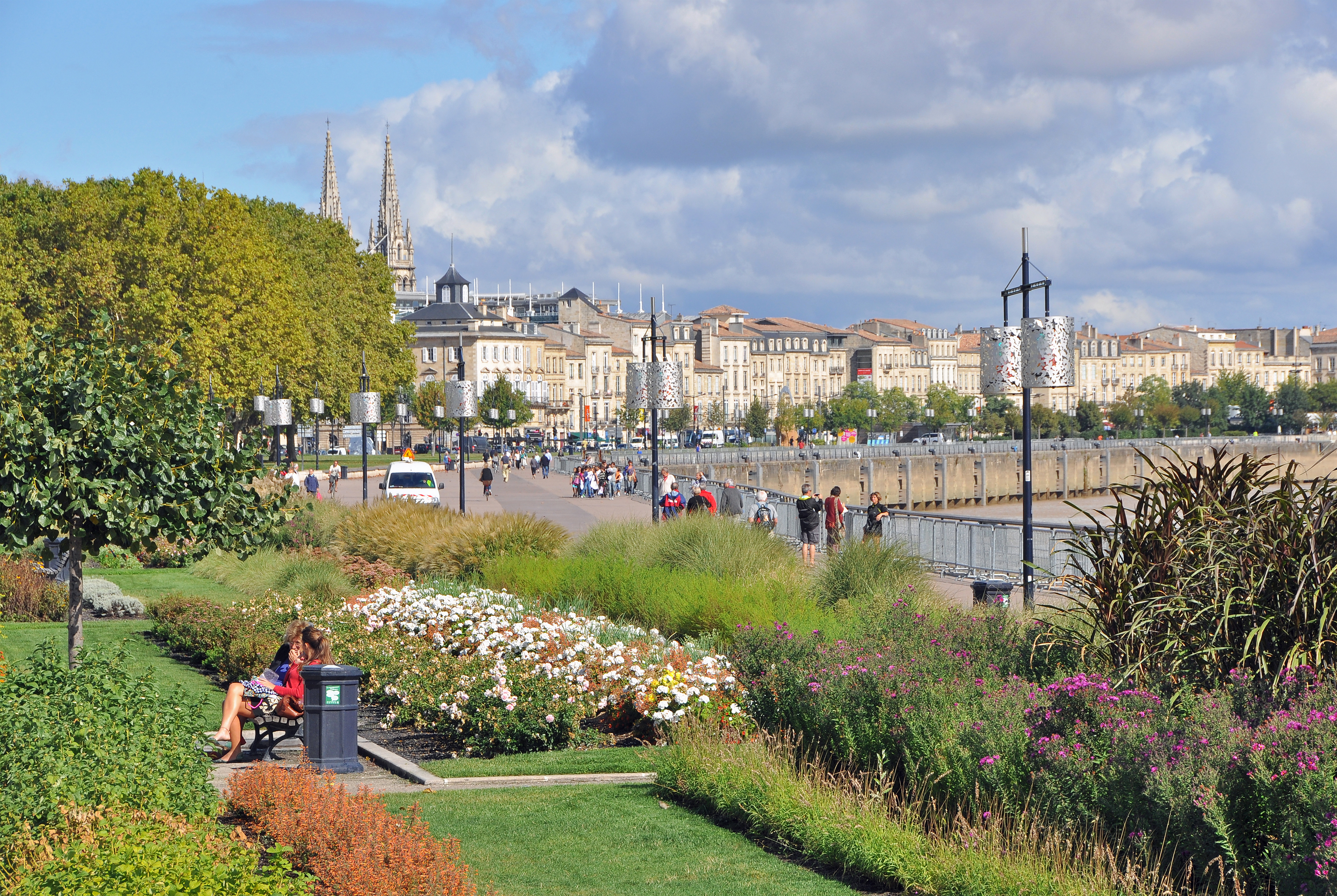
Kaiabschnitt Louis XVIII R01

Am 19. August 1944 erhielt Stahlschmidt den Befehl, die Zerstörung des Hafens und der Kaianlagen vorzubereiten. Stahlschmidt, der eine Gruppe von Hafenarbeitern für Wartungsarbeiten leitete, kam über den Hafenarbeiter Jean Ducasse in Kontakt mit der Résistance, vertreten durch den pensionierten Schuldirektors Willam Dupuy. Ihm berichtete er von den Plänen und forderte die Sprengung des Munitionsdepots durch die Résistance. Doch man misstraute ihm und fand auch nach Tagen keinen Freiwilligen dafür. Die Sprengung des Hafens sollte am 25. August um 12:30 Uhr, die der Brücken in der Nacht vom 26. auf den 27. August erfolgen. Stahlschmidt erfuhr gerüchteweise, dass er versetzt werden sollte. Am 22. August erfuhr er um 17:30 Uhr, dass die Résistance einen Angriffsplan mit sechs Männern ausgearbeitet hatte. Er hielt einen Angriff mit einem Mann für richtig, zumal er der Résistance den Bunkerschlüssel zur Herstellung einer Kopie überlassen hatte. Daher sprengte er selbst am gleichen Tag mit einem Zeitzünder um 20:15 Uhr das Munitionsdepot mit 4000 Zündern in einem Gebäude an der Uferpromenade. Ohne diese Zünder waren die geplanten Sprengungen nicht mehr möglich. Die gewaltige Explosion tötete 50 deutsche Soldaten, verschonte bzw. rettete aber die Leben zahlreicher Zivilisten. Die Ursache der Explosion blieb zunächst im Dunkeln. Bei einem Treffen zweier deutscher Generäle und des deutschen Hafenkommandanten mit dem Bürgermeister von Bordeaux blufften die Deutschen mit einer möglichen Sprengung des Hafens, sollten die Deutschen nicht unbeschadet abziehen können. Deshalb wurde ihnen Freies Geleit zugesagt.
Stahlschmidt wurde von der Gestapo und den französischen Behörden gesucht.  Er war zunächst bei der Familie Dupuy versteckt und am nächsten Tag bei der Familie Moga untergebracht, die in der Rue Calypso eine Fleischerei betrieb. Man nahm ihn als fünften Sohn auf, da er der Résistance nahestehe und von Depuy vermittelt war. Dort blieb er bis zum 28. August 1944, als die deutschen Truppen aus Bordeaux abgezogen waren. Am 21. Januar 1946 wurde er aus der Kriegsgefangenschaft entlassen und kam im März 1946 nach Malschbach. Nachdem er die nötigen Papiere für die Heimreise hatte, reiste er nach Dortmund, wo er vergeblich nach Angehörigen suchte. In Solingen machte er schließlich seinen Bruder Albert aus, der bei einem Tischler putzte. Die Unterkünfte für zurückgekehrte Kriegsgefangene musste er bereits nach drei Tagen wieder verlassen. In Dortmund rieten ihm Engländer, weil er sich so gut mit den Franzosen verstehe, solle er doch nach Frankreich zurückkehren und Dortmund und Deutschland vergessen. Als mittelloser Zivilist suchte er nach Arbeit, die er in der Verwaltung eines Hotels in Baden-Baden fand. Er wurde von Franzosen angesprochen, die ihn an die Polizei vermitteln wollten, damit er Leute denunzieren sollte, was er ablehnte. Zurück in Bordeaux wurde er französischer Staatsbürger und änderte er 1947 seinen Namen in Henri Samide. Im März 1947 heiratete er seine französische Geliebte Henriette Buisson, die er 1943 kennengelernt und mit der er sich öffentlich getroffen hatte, was von beiden Seiten nicht gern gesehen worden war. Er trat der Waldfeuerwehr des Departements Gironde bei und meldete sich zum Minenräumdienst. Im Hafen und der Gironde-Mündung entschärfte er eine „beachtliche Zahl“ deutscher Minen. Danach war er bis zu seiner Pensionierung 1969 bei der Hafenfeuerwehr von Bordeaux, erst als Unteroffizier, dann als Leutnant.
Sein Schicksal und sein Verdienst um Bordeaux blieben in der Nachkriegszeit weitgehend unbekannt. Résistancekämpfer gönnten dem ehemaligen deutschen Soldaten den Ruhm nicht und reklamierten seine Tat für sich. Ein deutscher Held passte nicht ins Bild. Im Nachkriegsdeutschland wurde Stahlschmidt als Verräter, Befehlsverweigerer, Attentäter, Deserteur und Mörder betrachtet. Sein Name wurde von der Liste pensionsberechtigter Kriegsteilnehmer ebenso gestrichen wie von der Ehrenliste der Deutschen Marine, in die er auf Grund seiner drei Versenkungen aufgenommen worden war. Erst in den 1990er Jahren berichtete erstmals eine Regionalzeitung über ihn und die Vorgänge in Bordeaux. Der Bürgermeister der Stadt Jacques Chaban-Delmas verlieh ihm am 19. Mai 1995 die Medaille der Stadt Bordeaux.
Im Jahr 2000 wurde er „für 23 Jahre zivilen Dienstes“ zum Ritter der französischen Ehrenlegion ernannt.
Nur im Jahre 2001 besuchte Salmide nochmals seine Geburtsstadt. Dabei trug er mit Stolz das Abzeichen der Ehrenlegion.
Am 23. Februar 2010 starb Salmide im Alter von 90 Jahren in Bordeaux. Er wurde auf dem protestantischen Friedhof in der Rue Judaïque beerdigt. Seine Ehe blieb kinderlos.

## Zitat
“My family were Huguenots, and I acted according to my Christian conscience. I could not accept that the port be wantonly destroyed when the war was clearly lost. Despite it all, in the same circumstances I'd do it all over again. But to some people, I'm still just a 'boche' [a derogatory term in French for Germans].”

„Meine Familie war hugenottisch und daher handelte ich nach meinem christlichen Gewissen. Ich konnte nicht akzeptieren, dass der Hafen mutwillig zerstört werde, als der Krieg eindeutig verloren ging. Trotz allem würde ich es unter den gleichen Umständen noch einmal machen. Jedoch bin ich für manche Leute immer noch nur ein „Boche“ [eine abfällige französische Bezeichnung für Deutsche].“

„Ich bin immer guter Soldat geblieben – bis um[sic] 10.8.44. Ich wollte nicht verantwortlich sein, ich wollte nicht, dass man Deutschland das noch bezahlen lassen wollte. Das waren alles Feingefühle. Ich wollte nicht mehr! Voilà! […] Ich habe das Gewissen über die Disziplin gestellt. […] Ich bin stolz, dass ich das gemacht habe, als Deutscher. […] Was ich gemacht habe, das menschlich[sic: ohne ist], da können sie sagen, was sie wollen.“

“No one wanted to admit that he had done it. If he had been French, it would have been easier for him.”

„Niemand wollte zugeben, dass er es getan hat. Wäre er Franzose gewesen, wäre es einfacher für ihn gewesen.“

## Rezeption
Die Zeitung Sud-Ouest titelte am Tag nach seinem Tod „Bordeaux hat seinen Retter verloren“.
Der im Jahr 2012 eröffnete Neubau der Hafenverwaltung von Bordeaux wurde Henri-Salmide benannt und an ihn auf einer Gedenktafel erinnert: « Son action héroïque du 22 Août 1944 qui sauva des milliers de vies humaines, évita la destruction des installations portuaires et des quais de Bordeaux » (deutsch: „Seine Heldentat vom 22. August 1944, die Tausende Menschenleben rettete, verhinderte die Zerstörung der Hafenanlagen und der Kais von Bordeaux.“).
Im Ortsteil Bacalan wurde nahe der U-Bootanlagen eine Straße nach ihm benannt: Rue Henri Salmide ne Heinz Stahlschmidt 1919–2010.
Der französische Historiker Dominique Lormier nennt ihn in seinem 1998 veröffentlichten Werk « Bordeaux brûle-t-il? » (deutsch: „Brennt Bordeaux?“) den „Schutzengel von Bordeaux“, setzte ihm auf 17 Seiten „ein Denkmal“ und konstatierte in einem Interview: “[T]he French Resistance wanted to self-appropriate the story by saying that they were behind Salmide’s actions” (deutsch: „Der französische Widerstand wollte sich die Geschichte selbst aneignen, indem er sagte, dass er hinter Salmides Aktionen steckte“). Er wird auch, in Anlehnung an Dietrich von Choltitz, « Saveur de Bordeaux » (deutsch: „Retter von Bordeaux“) oder « Von Choltitz bordelais » (deutsch: „Von Choltitz von Bordeaux“) genannt.